# 2019冠状病毒病检测
2019冠状病毒病检测（英語：COVID-19 testing）是通過核酸、抗原或抗体等分子检测手段及胸腔CT断层成像等临床辅助手段，对人体是否感染2019冠状病毒（SARS-CoV-2）或患有2019冠状病毒病（COVID-19）予以诊断。
2019冠状病毒病检测在2019冠状病毒病疫情中，对于及时诊断、救治患者，疫情监视与控制、恢复经济与正常生活，起着非常关键的作用，被认为是发现、切断传染链的决定性工具。 韩国与德国在疫情早期开始的广泛而卓有组织的检测、隔离和接触者追踪措施，被认为是其得以较为成功控制冠状病毒疫情的背后原因。 由于病毒携带者可能的无症状感染以及目前有效疫苗或治疗方法方面的局限，充分的COVID-19检测、及时获得准确的检测结果，以及精确的接触者追踪、疫情监视、感染者隔离、控制传染源等公共卫生防护措施并配合保持社交距離与佩戴口罩等个人行为方式的改变，是尽早解脱目前普遍的居家隔离与出行限制、从经济衰退状态下安全重启经济的不可或缺的步骤。

## COVID-19分子与血清检测

### COVID-19分子与血清检测的三类方法

人体感染新冠病毒后呼吸道病毒载量及IgM、IgG抗体水平与时间关系的示意图

#### 核酸检测
核酸检测目前以PCR相关技术为主，过程比较容易开发，是被广泛用于检测患者呼吸道病毒和COVID-19确诊的黄金方法，但其缺点是一般对实验室清潔及医疗防护等技术条件要求高、依现有操作获得可靠结果大多比较费时； 恒温核酸扩增技术的实施可望极大加快核酸检测获得结果的速度，而有报道称目前雅培病毒快速检测设备的结果准确度不尽令人满意。近来发展的CRISPR病毒检测技术具有较高的敏感度和特异性，可望较大幅度降低新冠病毒快速检测技术的误差和不确定性。 此外由於此方法較為敏感，2019冠状病毒感染者能由核酸检测出阳性的时间可能长达六周，但一般在康复十天后病毒自身复制活性接近为零（传染性不高）。

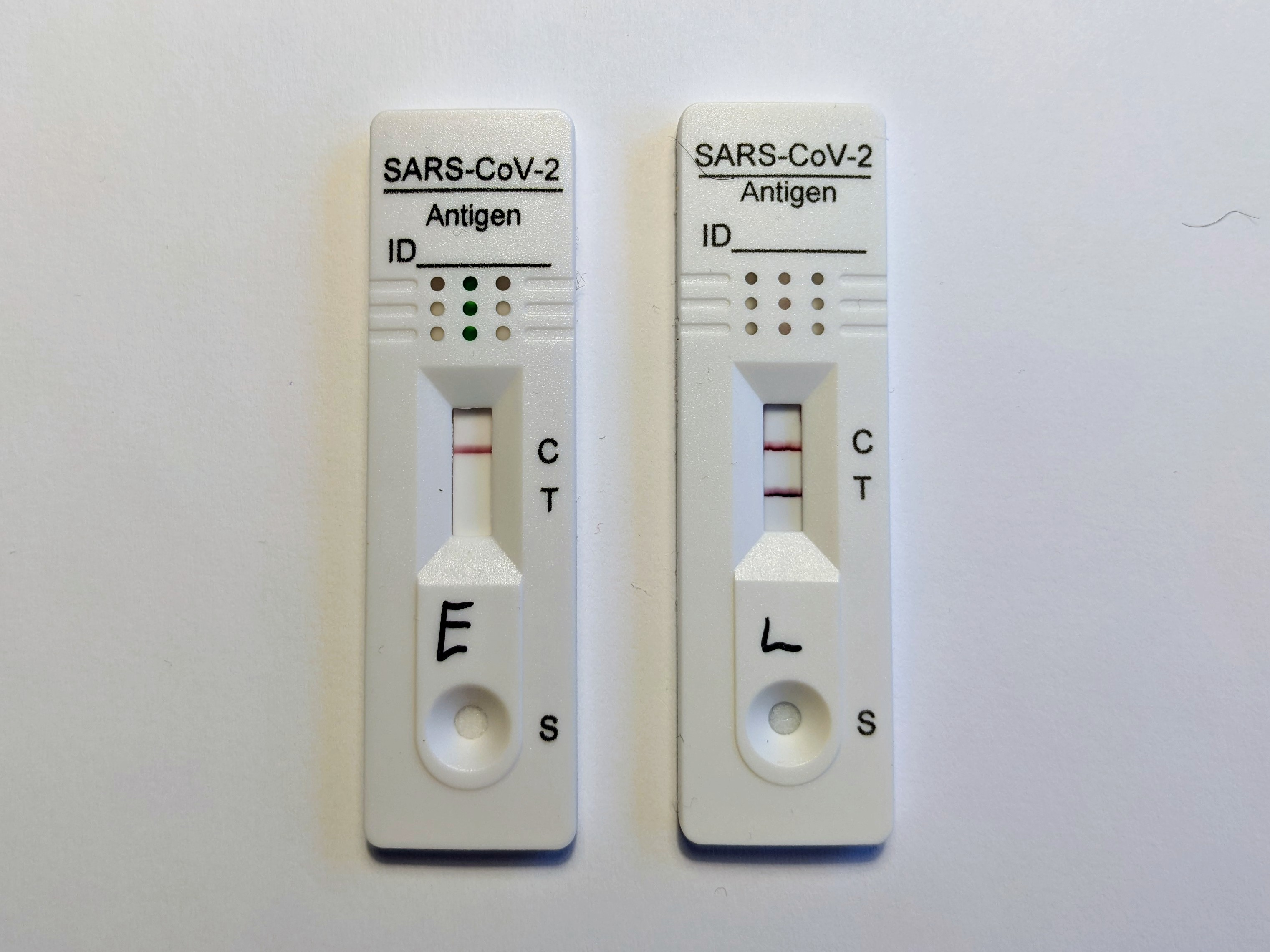
使用快速抗原检测试剂盒进行检测，左侧为阴性，右侧为阳性。

#### 快速抗原检测
抗原检测应用于检测COVID-19病毒带来的特有的蛋白分子，有速度快的优点，採檢後約 10-30 分鐘就可完成， 但也有灵敏度方面不足的缺点：假阴性检测结果的比例较高。 快速检测结果为阴性的样品可经由上面提到的PCR核酸检测进一步确认。因抗原检测适合于检测载量大、感染力强的病毒携带者，灵敏度与精确度欠佳、但效率高、價錢便宜適合大量篩檢，快速找出病毒是否已在族群存在，近来在控制疫情过程中获得较先前更为广泛的应用。

#### 抗体检测
抗体检测基于血清抗体的免疫测定法通过人体对病毒入侵导致的免疫反应间接检测COVID-19病史。因为产生抗体相对病毒感染有一段时间滞后，抗体检测在人体感染初期（一周内）不敏感，准确度的一致性比较差；另外由于其他类型冠状病毒引发的抗体与新冠病毒存在交叉反应，现有各种抗体检测产品假阳性结果经常出现。此类测试是否适用于检测亚临床或轻微感染导致的较低水平抗体，也有待进一步研究。 相对优点是检测操作便捷、采样感染风险低，往往可以在一小时内获得结果，并比较适合于对群体疫情进行监测评估及接触者追踪等相关流行病学分析。 但疫情初期公众对抗体检测的效用期望可能过高。

### SARS-CoV-2核酸及抗原检测的采样方法
核酸检测及抗原检测的灵敏度和特异度很大程度上取决于呼吸道样品正确的采集方法和时机。采样类型包括：上呼吸道标本、下呼吸道标本（痰液、气道抽取物、肺泡灌洗液）、血液、粪便、尿液和结膜分泌物等。 对门诊患者或初期病毒检测，应优先采集上呼吸道样本（鼻腔、喉咙等处取样） ；对较严重的呼吸道疾病患者优先采集下呼吸道样本（气管内抽吸或支气管肺泡灌洗）。
上呼吸道 採集樣本方法包括:
- 唾液[45]（包括深喉唾液[46]）
- 拭子检测法

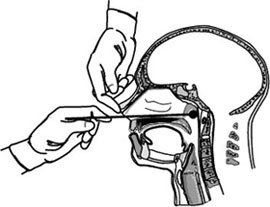
鼻咽拭子

  - 鼻咽拭子（鼻腔取样；較準確，程序較危險，需全套保護）[47]
  - 咽喉拭子（喉咙取样；採集時，應避免接觸到唇、齒、舌、软颚）[48]
  - 肛拭子（肛门取样；为提高新冠肺炎感染检出的阳性率和准确率，肛拭子检测法也成为病毒检测的采样方法之一[49][50]）

其中较新的唾液采样方法可由被检测者自己完成，不排斥檢測並更为快捷、安全。

## COVID-19确诊方法
COVID-19确诊方法主要有分子检测确诊方法和影像学检测两种。

### 分子检测确诊方法
针对感染SARS-CoV-2的病例，需要实时荧光RT-PCR检测病毒核酸呈阳性才能完全确诊。但是在临床实践中，不排除测试结果呈虚假的反应的可能出现，应结合流行病学接触史和临床特点进行综合分析。这些确诊手段不影响对患有相关症状的病患由医院进行标准的诊断和治疗，确诊为病毒携带者后再会被送至定点医院进行定向治疗。對感染新型冠狀病毒的疑似病例進行確診必須採集相關樣本，实时荧光RT-PCR检测新型冠状病毒核酸阳性者可以确诊。在對呼吸道樣本或血液樣本進行病毒基因測序後，若與已知的新型冠狀病毒高度同源，即為確診病例。若無法透過RT-PCR確診，則臨床上疑似病例須結合流行病學接觸史和影像學檢查结果等臨床特点綜合分析。

#### RT-PCR
RT-PCR测试是现有的对SARS-CoV-2病毒进行检测的主流方式。有研究从效率和成本上就这类方式提出其他替代方式，且指出在临床实践中RT-PCR测试针对SARS-CoV-2的劣势。在COVID-19患者感染后期，医护人员采用RT-PCR测试复核症状消退的患者是否消除体内病毒。有研究发现有些患者依然存在弥漫性肺泡损伤，其中主要浸润的免疫细胞只有CD68+ 巨噬细胞、CD20+ B细胞以及CD8+ T细胞。因此，尽管利用鼻拭子样本进行的测序显示为阴性，可在病患的肺部组织中发现残留的病毒存在。这一发现建议，针对患者应当更多使用支气管肺泡灌洗液为样本来做PCR，并对已出院的患者跟踪检查。
针对RNA病毒，北京大学和清华大学的研究者联合发表了一种新型确认病人感染新型冠状病毒的测序手段SHERRY。这种手段透過基于Tn5转座酶的转录组测序，相比传统的smart-seq2技术有更好的效率，减少了样本的需求量。新型冠状病毒是SHERRY首次在临床上进行应用的对象。
2020年3月12日，瑞士制药罗氏公司宣布该公司基于核酸检测的商业化检测方法得到了美国食品和药物管理局（FDA）的紧急使用授权。该测试可以在全自动设备上大量进行，极大地提高了检测效率。罗氏表示，利用该公司的cobas 6800&8000分子测试系统，可以在24小时之内检测分别检测1440，4128个样本。

#### CRISPR
针对SARS-CoV-2常用的检测手段为RT-PCR。有研究认为，现在主要的qRT-PCR检测耗时从获取样本到得出结果超过24小时，因此试图利用CRISPR技术在实践中提供更快的检测。这一研究中开发的DETECTR检测技术基于Cas12蛋白，由于其试剂的便携性认为可以用于在实验室外的地方以提高效率。

### 影像学检测
对患者使用胸腔断层扫描检查，可观察到影像学异常。早期患者的肺部会呈现多发小斑片影及间质改变，以肺外带明显。经发展后，肺炎患者被观察到双肺多发毛玻璃狀病變、浸润影。严重者则会进一步发展为次节叶或大叶性肺实变影像表现，胸腔积液少见。有一部分的病人，可能在逆轉錄聚合酶鏈式反應測試（RT-PCR）陰性的情形下，在電腦斷層上卻出現早期典型的肺實變。

#### 胸部電腦斷層
在胸部電腦斷層的檢查中，可能有三種較常見的表現，分別為：
- 雙側周邊為主的毛玻璃狀病變：約90%[64]
- 肺部血管增厚（Vascular Thickening）：約59%[64]
- 網狀陰影變化（Fine Reticular Opacity）：約56%[64]

以下三種表現在COVID-19較為少見表現，需考慮其他肺炎可能性：
- 淋巴結腫大：約3%[64]
- 胸腔积液：約4%[64]
- 以中心周邊為主的影像變化：約14%[64]
- 胸膜增厚：約15%[64]

## 大规模检测活动
大规模核酸检测又稱作廣筛，如果是該範圍內所有人員都要求強制的篩檢俗稱普筛，這是對社會所有成員進行全員檢測並控制疫情的一種方式，由於人數眾多，一般會採用被稱作「池化」檢驗法（或也可以稱作「混採」检测法）的方式進行，該方法混合10比1乃至20比1的採集先筛檢，然後再針對有反應組別，進行分別精確篩檢，除了這個方法還有其他的數學組別方法可以提升效率，可以減少同一人做兩輪的檢測，或是多組轮抽來減少檢測試劑的消耗，有數據顯示對於群體中感染數極少的情況下仍有效，到了較多感染的情況下效果則明顯打折扣，高過一定比例後甚至是不可用。
儘管大规模检测費用明顯較高，並有偽陰性與偽陽性的問題，對於實驗室能力也是一個挑戰，但檢測範圍若不計成本，可進行數百萬人甚至是千萬的城市的篩檢，如果病患數量還不高，可以據此規劃清晰的防疫政策，也因為設定規模有指定範圍，所以要仔細圈選其極限，一般普遍不會超過一個城市的人口，才能確保篩檢數據的有效性，避免自信誤判的過早開放造成失敗。在中國大陸防疫實際經驗中，由於了解到大规模检测活动對社會資本資源消耗大，因此需要更嚴格的按真實需求在標準範圍內，精準地利用在確定有必要的地方才能避免浪費。
此外，如果以基於抗原检测的快筛试剂進行，則稱作「類普筛」，原因在於在病毒擴散傳染的情況下，大規模核酸篩檢過於敏感，會逐漸查不出有效散播者與無症狀感染者的分別，而推行多次大規模核酸篩檢並長時間封城全員隔離的代價又過高，也會造成二次感染風險，因此開放合法的快筛套組，自行檢測在家隔離，可以有效提供共存社會控制疫情之用。

### 相册

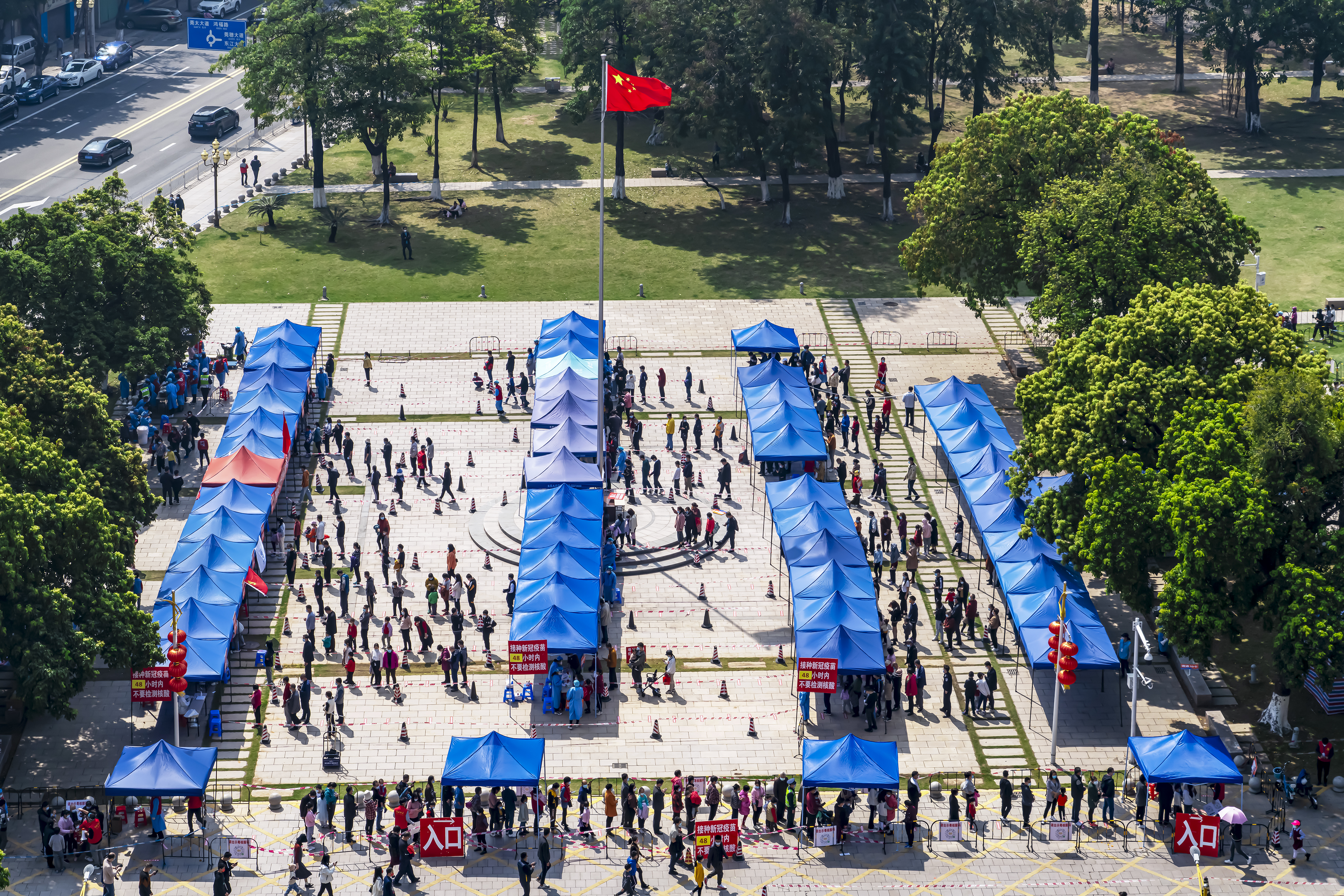
位于东莞市莞城市民中心的全民核酸检测活动
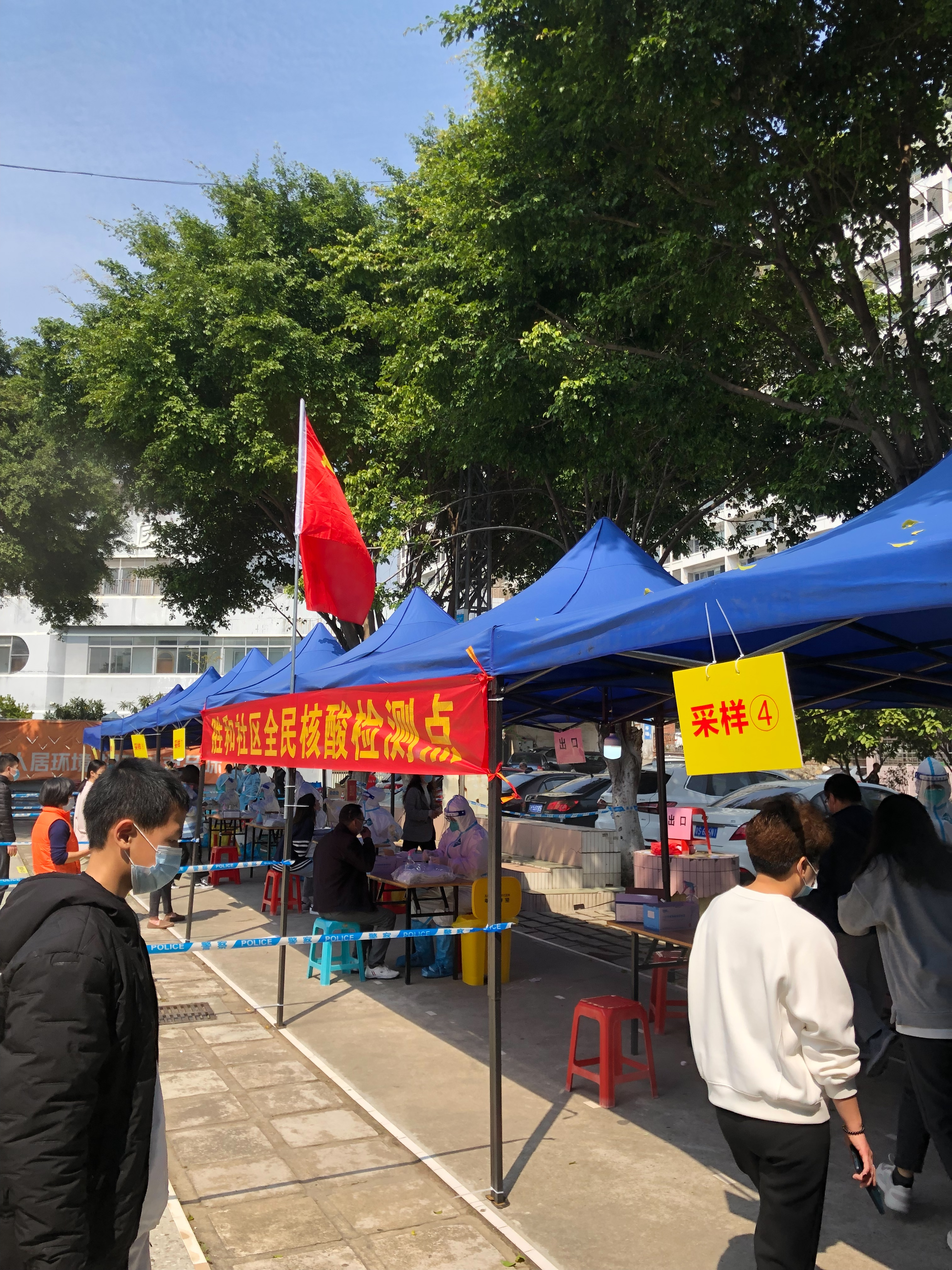
一般大规模核酸检测活动會採用混採檢測法
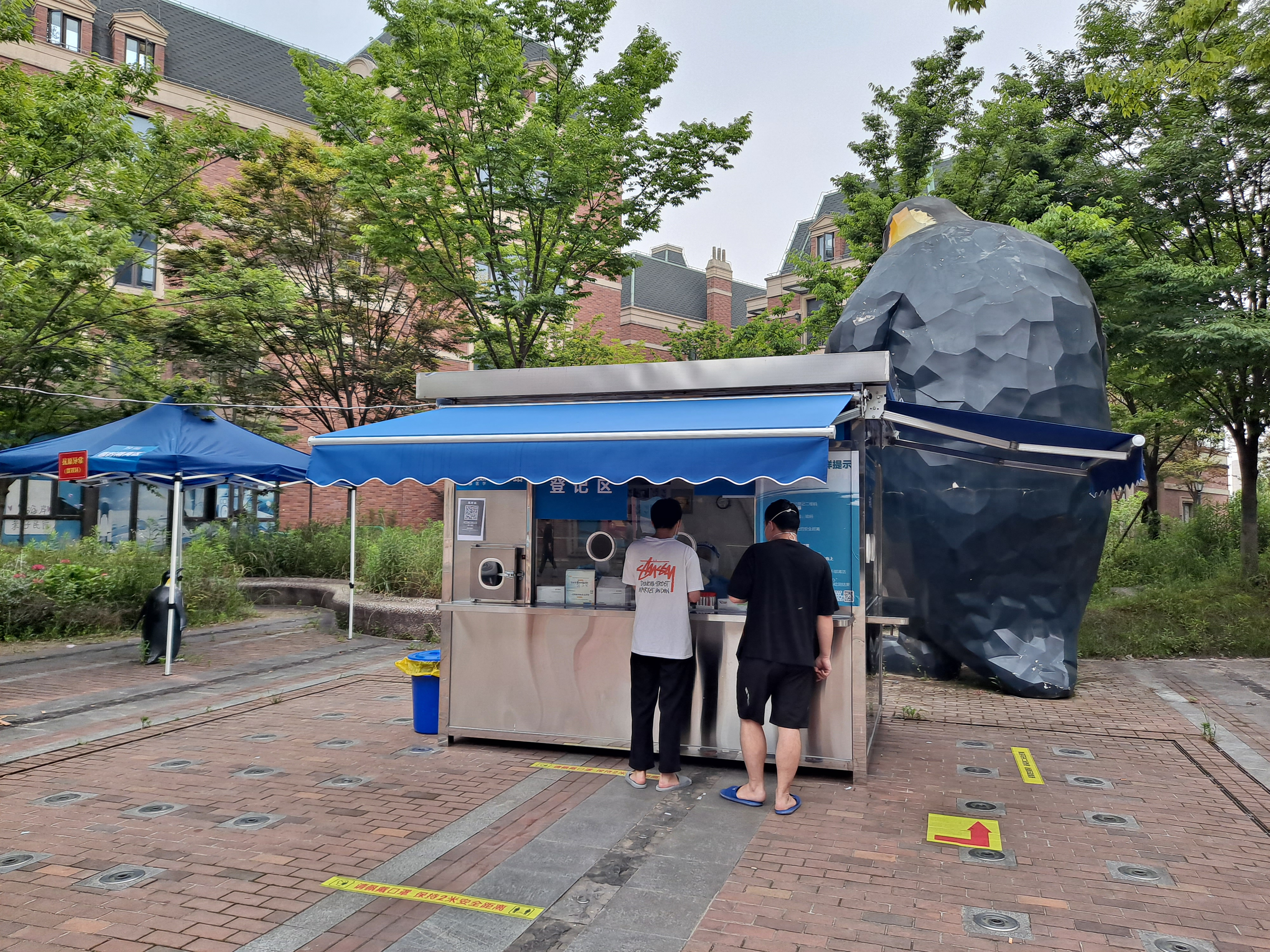
2022年上海解封后设置在浦东新区合庆镇绿地海岸城的常态化核酸检测点
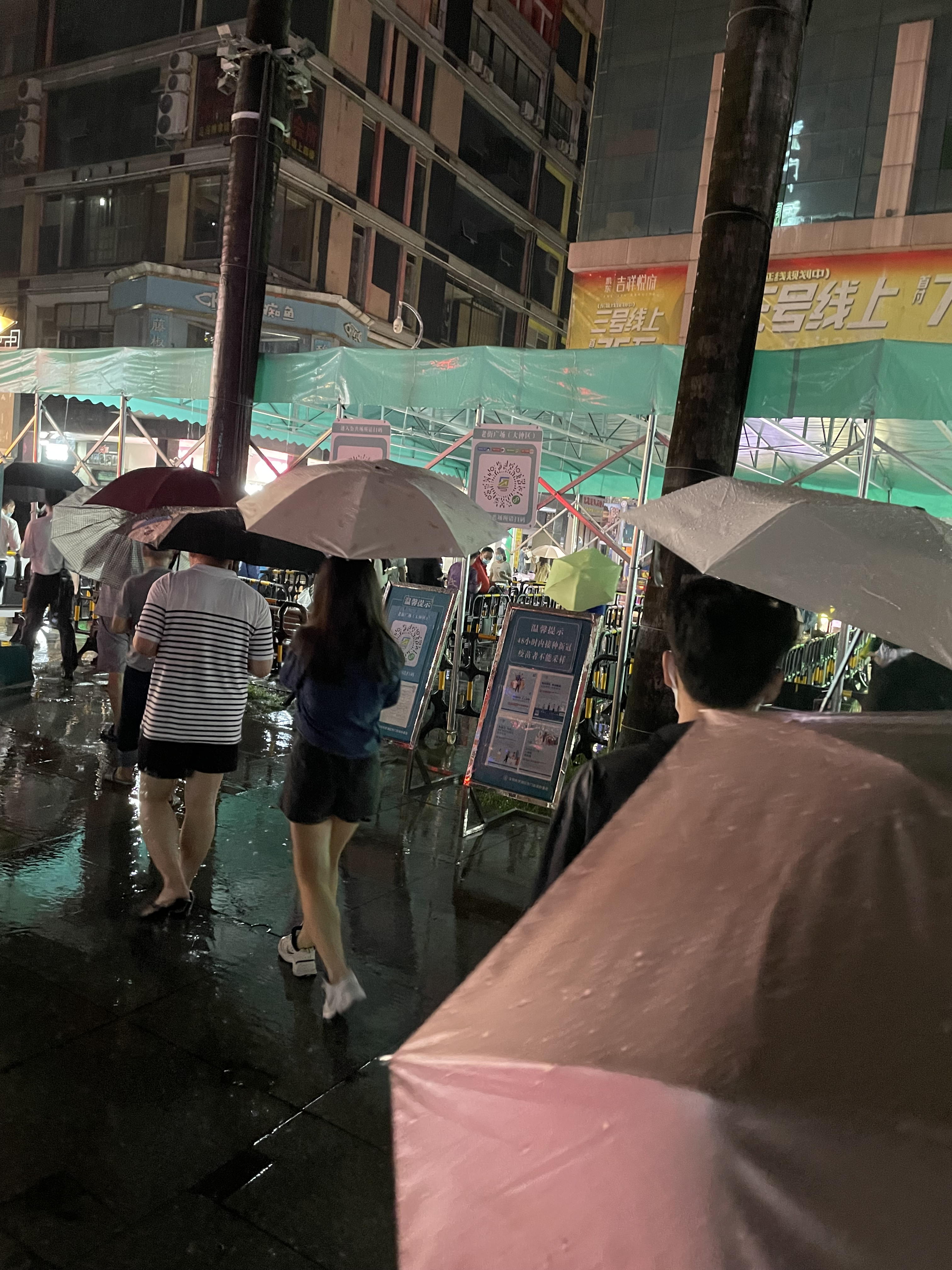
2022年位于深圳市罗湖区东门街道的常态化核酸检测点
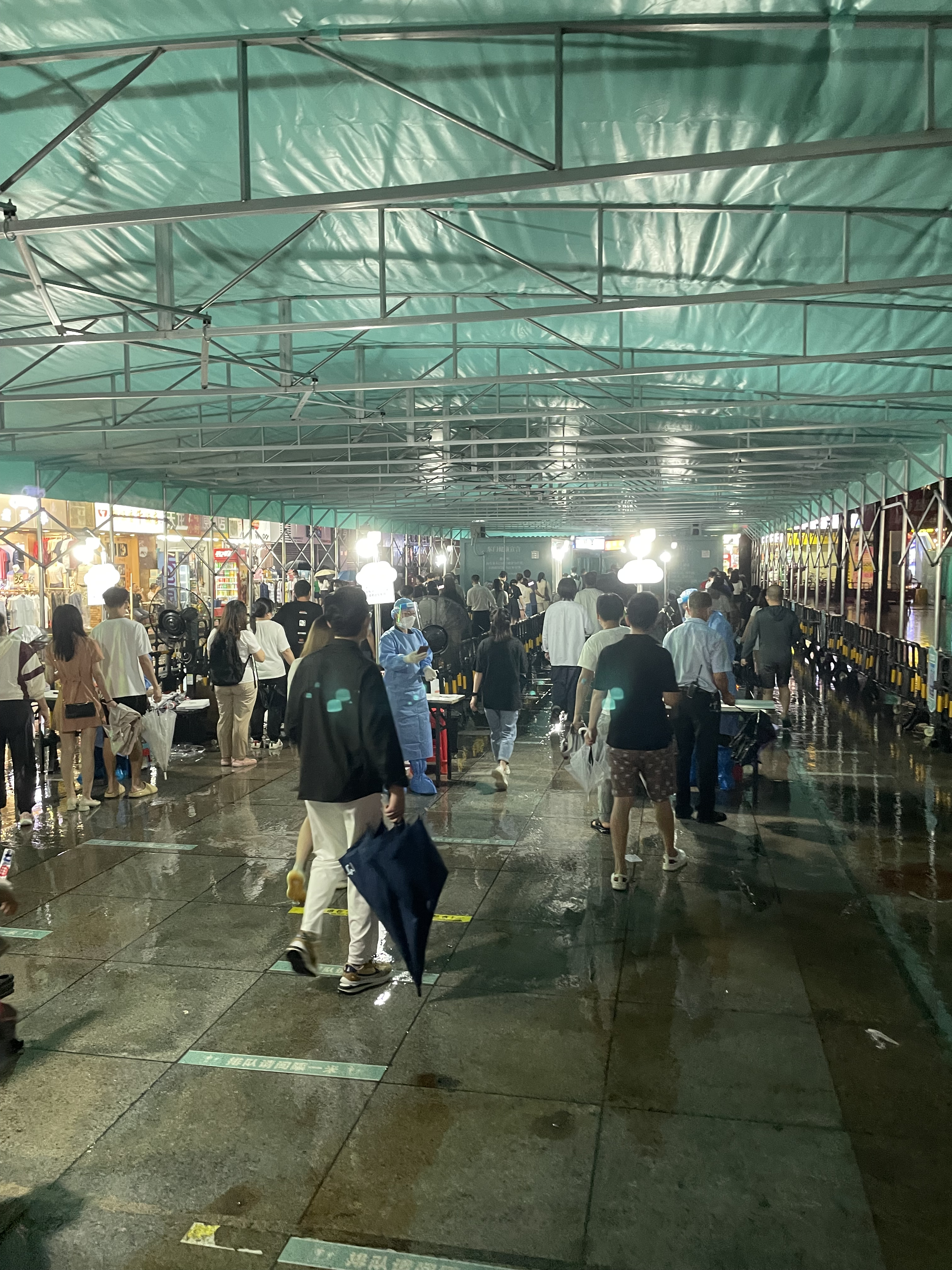
2022年位于深圳市罗湖区东门街道的常态化核酸检测点
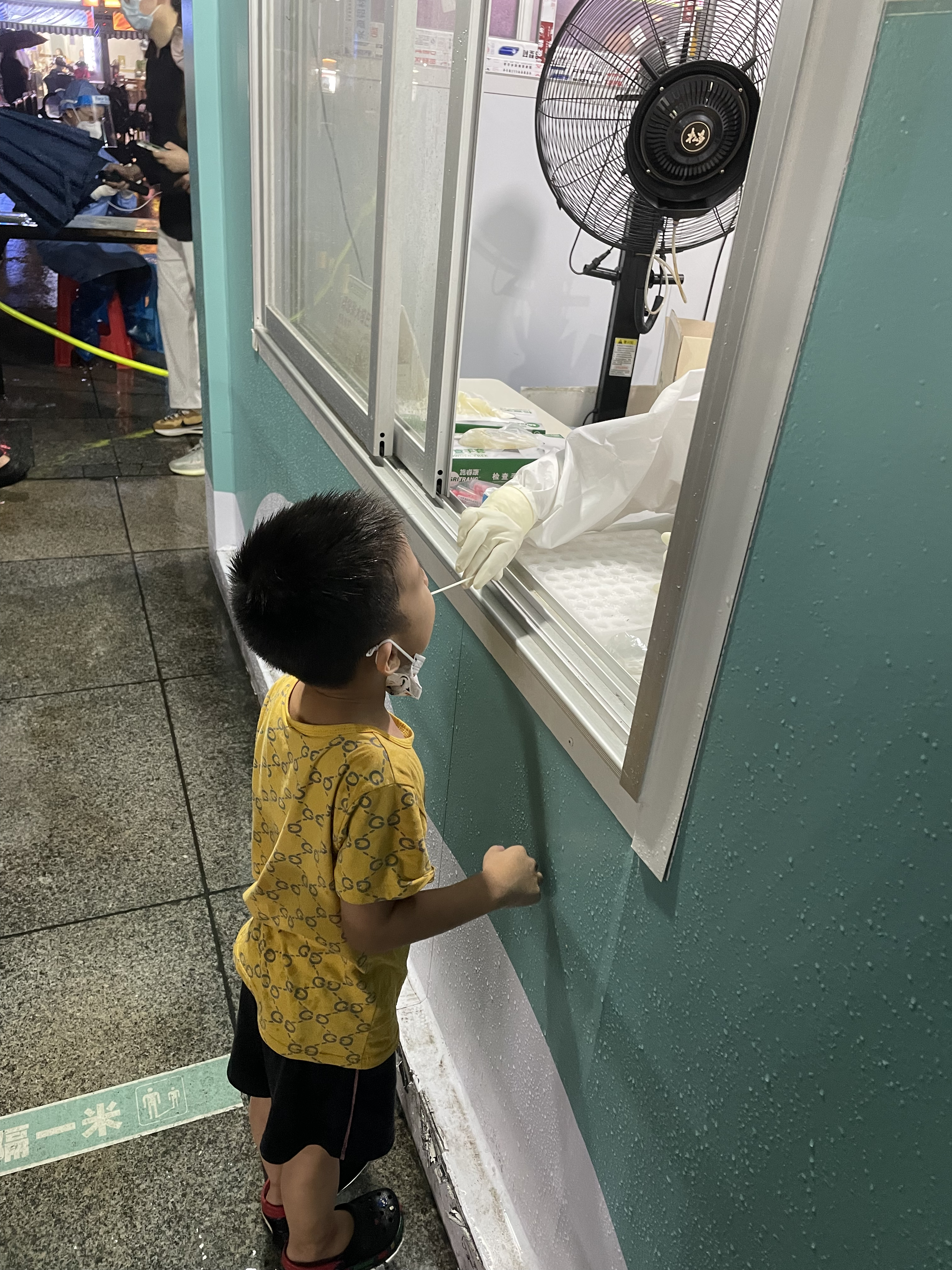
2022年位于深圳市罗湖区东门街道的常态化核酸检测点，一个小朋友接受核酸检测
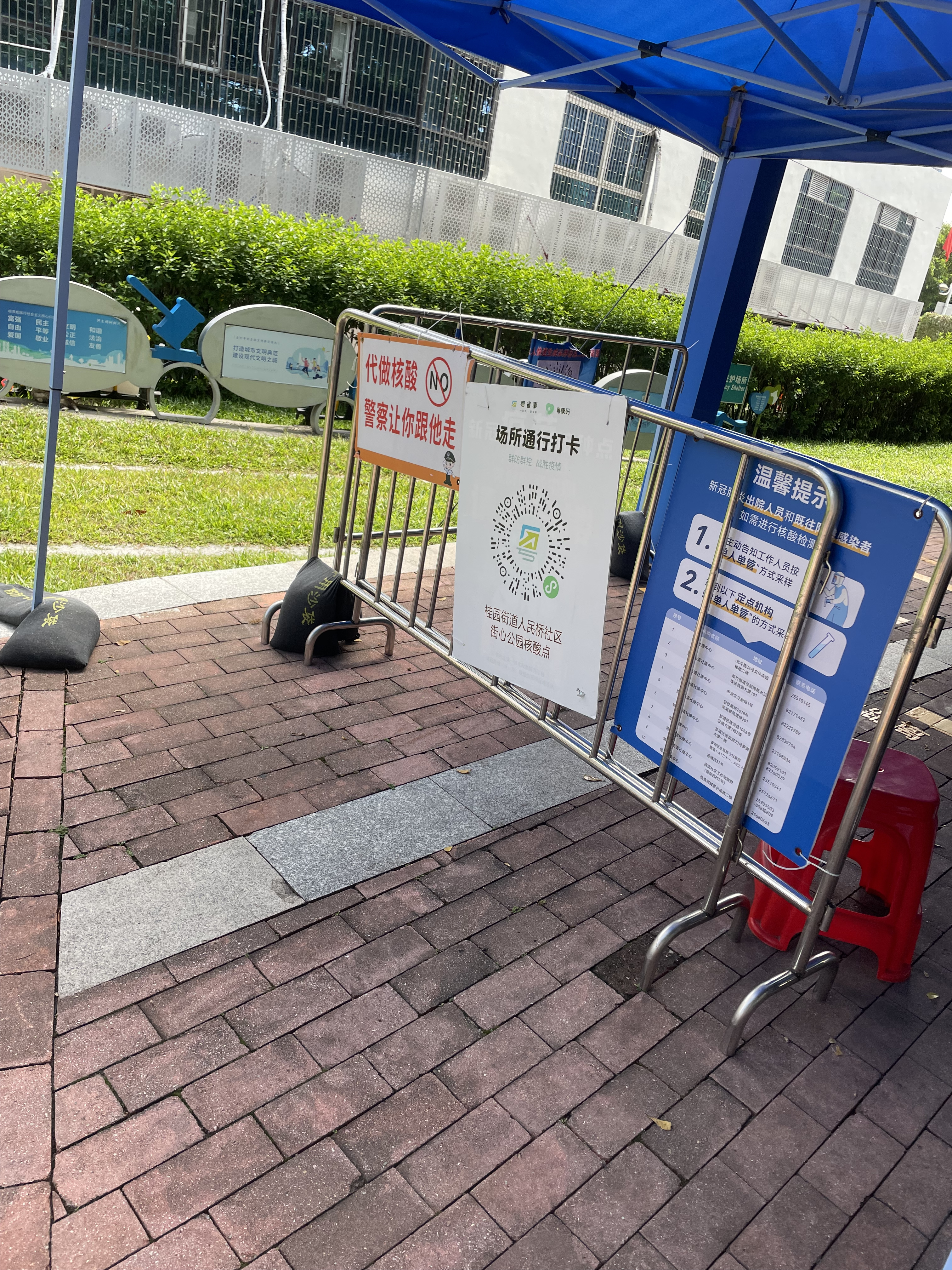
2022年位于深圳市罗湖区桂圆街道的常态化核酸检测点

## 相关数据

### 各国检测相关数据

#### 应用抗体检测与核酸检测对美国COVID-19患者数目的估计
美国疾病控制与预防中心官员依据抗体检测数据估计，截至2020年6月美国正在或曾经罹患COVID-19患者可能达到两千万人，约十倍于经由核酸检测确诊的官方数字（230万至240万之间）。 但新冠病毒抗体检测的阳性也有一定可能是由普通感冒病毒与新冠抗体的交叉反应引起。

### 各国次级行政区检测数据
| 次级行政区 | 检测数   | 时间             |
| ---------- | -------- | ---------------- |
| 广东省     | 24930000 | 累计截至8月5日   |
| 湖北省     | 6393436  | 累计截至5月17日  |
| 武汉市     | 9899828  | 5月14日至6月1日  |
| 北京市     | 11880000 | 6月11日至7月14日 |

## 延伸阅读
- Habibzadeh, Parham; Mofatteh, Mohammad; Silawi, Mohammad; Ghavami, Saeid; Faghihi, Mohammad Ali. . Critical Reviews in Clinical Laboratory Sciences. 2021-08-18, 58 (6): 385–398  [2021-10-20]. ISSN 1040-8363. PMC 7898297 . PMID 33595397. doi:10.1080/10408363.2021.1884640. （原始内容存档于2022-02-24） （英语）.